# رابرت روسو
رابرت روسو جونیور (به انگلیسی: Robert Rossow, Jr.) (زاده ۱۹۱۹ در ایندیانا) معاون کنسول ایالات متحده آمریکا در تبریز بود که از دسامبر ۱۹۴۵ تا ژوئن ۱۹۴۶ در این سمت، در کنسولگری آمریکا در تبریز خدمت می‌کرد. سپس تا ژانویه ۱۹۴۷ ریاست اداره سیاسی سفارت آمریکا در تهران را برعهده داشت.
وی در سال ۱۹۴۳ معاون کنسول آمریکا در پاناما بود. همچنین در ۱۹۴۷ در مأموریتی از طرف وزارت امور خارجه آمریکا، در بلغارستان حضور داشت. در سال‌های ۱۹۴۹ تا ۱۹۵۱ نیز معاون کنسول آمریکا در چنای هندوستان بود.
وی در زمان فعالیت خود در کنسولگری تبریز، در زمان حکومت فرقه دموکرات آذربایجان در این شهر، نظاره‌گر حرکات و نقل و انتقال ارتش شوروی در تبریز بوده و تمام عملیات مخفی نیروهای شوروی در آذربایجان را لحظه به لحظه به آمریکا مخابره می‌کرد.

## نبرد آذربایجان
بخشی از گزارش‌های محرمانه وی به دولت آمریکا، در کتابی با عنوان «نبرد آذربایجان، ۱۹۴۶» (به انگلیسی: The Battle of Azerbaijan, 1946) منتشر شده است. این کتاب در واقع برداشتی از روی مقاله‌ای از خود رابرت روسو است که در مجله خاورمیانه (The Middle East Journal) در زمستان سال ۱۹۵۶ منتشر شده بود.